# Dan Rapoport
Dan Rapoport (in russo Даниил Рапопорт?; Riga, 30 aprile 1968 – Washington DC, 14 agosto 2022) è stato un imprenditore statunitense di origine lituana all'epoca in cui faceva ancora parte dell'Unione Sovietica, investitore nel mondo finanziario, andato in esilio con la famiglia negli Stati Uniti nel 1980, critico di Vladimir Putin.
La sua morte è dovuta ad una caduta dal suo appartamento al terzo piano di Washington. Le indagini sono condotte dal Dipartimento della Polizia metropolitana del Distretto di Columbia.

## Biografia
Rapoport è nato a Riga, in Lettonia, da una famiglia ebrea quando il paese era la Repubblica socialista sovietica lettone dell'URSS. Nel 1980, la sua famiglia emigrò negli Stati Uniti dopo aver ricevuto asilo politico e si stabilì a Houston, in Texas.
Si è laureato presso l'Università di Houston nel 1991 e nel 2015 ha conseguito un MBA presso la Middlesex University di Londra.

## Carriera
Dopo la laurea a Houston, Rapoport è tornato in Russia alle dipendenze di Phibro Energy. Ha lavorato come analista finanziario per la prima joint venture russo-americana per la produzione di petrolio, White Nights Joint Enterprises, con sede a Raduzhny, in Siberia. Dopo aver lasciato Phibro, Rapoport è rimasto in Russia, lavorando nella finanza aziendale, nel brokeraggio e nell'investment banking. Ha ricoperto posizioni di rilievo presso diverse istituzioni finanziarie russe e ha completato varie transazioni transfrontaliere rappresentando società russe e vari investitori istituzionali internazionali.
Nel 1995, Rapoport è entrato a far parte del Gruppo CentreInvest e nel 1999 è stato nominato amministratore delegato di CentreInvest Securities, società di brokeraggio specializzata in azioni a media capitalizzazione, con sede a New York. Dal 2003 è ritornato in Russia come direttore esecutivo e responsabile dell'attività di brokeraggio a Mosca per CentreInvest Securities.